# Kralj lavova (1994.)
Kralj lavova (engleski: The Lion King) je američki animirani film iz 1994. godine, redatelja Rogera Allersa i Robija Minkoffaka u produkciji Walt Disney Feature Animationa i distribuciji Walt Disney Picturesa. Ovo je 32. Disneyjev klasik. Producirao ga je Don Hahn, a za scenarij su zaslužni Irene Mecchi, Jonathan Roberts i Linda Woolverton. Originalna glasovna postava uključuje Matthewa Brodericka, Jeremyja Ironsa, Jamesa Earl Jonesa, Jonathana Taylor Thomasa, Nathana Lanea, Ernieja Sabellaa, Moiru Kelly, Roberta Guillaumea, Rowana Atkinsona, Whoopiju Goldberg, Cheechija Marina, i Jima Cummingsa.
Priča se odvija u kraljevstvu lavova u Africi, a na nju je utjecala drama Williama Shakespearea, Hamlet. Film govori o Simbi, mladom lavu koji će morati zauzeti mjesto svog oca Mufase kao kralja, ali nakon što njegov zli ujak Scar ubije Mufasu, princ ga mora spriječiti da osvoji Ponosne sijene i osvetiti oca. Ovo je treći Disneyjev film u kojem nema nimalo traga ljudskom postojanju.
Film je objavljen je 15. lipnja 1994. na pozitivnu reakciju kritičara, koji su pohvalili film zbog glazbe i priče. S ukupnim bruto iznosom od preko 968 milijuna američkih dolara diljem svijeta, ovo je tradicionalni animirani film s najvećom zaradom u povijesti, najuspješniji 2D animirani film u Sjedinjenim Državama, i igrani film s najvećom zaradom u povijesti filma. Kralj lavova osvojio je dva Oscara za svoje glazbeno postignuće i Zlatni globus za najbolji film, komediju ili mjuzikl. Pjesme, s originalnom partiturom Hansa Zimmera, napisali su skladatelj Elton John i tekstopisac Tim Rice. Film je bio posvećen predsjedniku Disneyja Franku Wellsu, koji je poginuo u padu helikoptera 3. travnja 1994. godine. Odabran je 2016. godine za čuvanje u Nacionalnom filmskom registru Kongresne knjižnice.
Broadwayska adaptacija filma debitirala je 1997. godine, osvojivši šest nagrada Tony, uključujući najbolji mjuzikl. Film je imao nastavak direct-to-video, Kralj lavova 2: Simbin ponos (1998.), spin-off, Kralj lavova 3: Hakuna Matata (2004.), dvije animirane televizijske serije, Timon i Pumba i Lavlja straža, te istoimenu igranu adaptaciju i remake 2019. godine 
U Hrvatskoj film je prvi disneyjev klasik koji je sinkroniziran na hrvatskom jeziku. Objavljen je 6. listopada 2003. godine na VHS i dvostrukom DVD izdanju s posebni dodacima koji je postao jednim od najprodavanijih u Hrvatskoj, također je prikazan u kinima dijem Hrvatske i izdan je CD album sa originalna filmska glazba na Hrvatskom. Film je ponovo prikazan u hrvatskim kinima 15. rujna 2011. godine u 3D tehnologiji.

## Radnja
Radnja se odvija u Africi, u Ponosnoj zemlji (Pride Lands). Početak počinje izlaskom sunca i okupljanjem životinja oko Ponosne stijene. Blizu ruba stijene stoji lav i ubrzo dolazi babun koji uzme novorođenog lavića (očito sina lava i obližnje lavice), obavi ceremoniju na laviću posipanjem pijeskom i ocrtavanjem crvene mrlje preko čela te ga podigne da ga sve životinje mogu vidjeti i nakloniti se malom kraljeviću. Nakon ceremonije dolaze kljunorožac Zazu i kralj Mufasa (s prethodne scene) kod Scara, Mufasinog mlađeg brata, ljuteći se što se kao član obitelji nije pojavio na ceremoniji kraljevića, Mufasina sina, Simbe.  Negdje dalje, na drvetu, babun Rafiki, koji je vodio ceremoniju nacrta Simbu na drvetu kao malog lavića.
Kada je Simba malo narastao otac mu objasni kako on mora zauzeti njegovo mjesto u krugu života te mu objasni da ne smije ići na mračno mjesto, izvan granica Ponosne zemlje. Njegovo učenje o lovu na plijen prekine Zazuovo upozorenje Mufasi da su se hijene pojavile unutar granica Ponosne zemlje te Zazu, po Mufasinoj naredbi, odvede Simbu kući. Kasnije, kada je Simba došao k stricu Scaru, ovaj mu „slučajno“ kaže da je mračno mjesto ustvari groblje slonova na koje idu samo najhrabriji. Simba pomisli da je dovoljno hrabar da ode tamo i odluči pozvati svoju prijateljicu Nalu da pođe s njim. Kada su stigli onamo, prestiže ih Zazu, koji ih pokušava vratiti kući, ali naiđu na tri hijene, Shenzi, Bonzaija i Eda, koji ih napadnu, ali je Mufasa stigao i obranio laviće. Te noći, hijene susreću Scara, koji ih je i unajmio da ubiju Simbu. Isprva razočaran, a potom entuzijastičan s njima kuje plan o ubojstvu brata i nećaka.
Idućeg je dana Simba bio u kanjonu sa stricem, te mu ovaj kaže da pričeka tamo zbog jednog iznenađenja za njega i Mufasu. Otišao je dati znak hijenama (iste tri koje su napale mladunce) da pokrenu stampedo gnuova na rubu kanjona. Simba je pokušao pobjeći stampedu koji ga je sustizao pa se popeo na osušeno stablo. Scar je u međuvremenu upozorio Mufasu da je Simba u nevolji te zajedno otrče do kanjona i Mufasa ulazi u stampedo. Uspio je izvući Simbu, ali krdo trčećih gnuova ga je povuklo natrag. Iskočio je i počeo se penjati po strmoj stijeni dok je Simba počeo trčati prema vrhu da mu pomogne. Mufasa je došao pred vrh, gdje ga je Scar dočekao pogledom punim mržnje i gađenja. Kada ga je Mufasa zamolio za pomoć, Scar je zario pandže u njegove šape i bacio ga sa stijene. Prestravljeni je Simba vidio oca kako pada natrag u stampedo i odmah se spustio niz kanjon, ali ga pronalazi mrtvog. U tom trenu se pojavio Scar i potresenog nećaka optužio za očevu smrt, te mu govori da pobjegne i nikad se ne vrati. Naivni Simba tada bježi. Kada se dovoljno udaljio, Scar zapovijedi hijenama da ga ubiju, ali nisu uspjele stigavši do podnožja punom trnja, kroz koji se Simba probijao, no ipak su prešutjele Scaru za to, a Simba je bježao sve dalje i dalje. Scar je lavicama prenio "tužnu" vijest da su Simba i Mufasa mrtvi. Kao nasljednik, Scar je preuzeo prijestolje i označio novu eru u kojoj se hijene i lavovi udruže i žive zajedno. Rafiki, gledajući taj prizor s obližnjeg mjesta i uvjeren da je Simba mrtav, pređe rukom preko slike Simbe, malo ju razmazujući.
U pustinji su onesviještenog Simbu pronašli i od lešinara spasili merkat Timon i bradavičasta svinja Pumbaa koji su mu pomogli da dođe k svijesti i prebroditi nevolje koje su ga snašle i predstavili mu njihov dom (predivnu prašumu) i moto Hakuna Matata (što znači "Bez brige"). Kako u prašumi nije bilo nikakvih gazela ili zebra, Simba je bio prisiljen jesti kukce koji su mu se čak i svidjeli. Ubrzo odrasta i usvaja njihov način života. Jednoga dana lavica pokuša pojesti Pumbu, ali Simba ju napadne braneći svoje prijatelje. Ubrzo shvaća da je to zapravo Nala, koja se iznenadila pojavi svog prijatelja iz djetinjstva i predstavi ju svojim prijateljima. Nala objasni Simbi da se mora vratiti u Ponosnu zemlju jer otkako je Scar na vlasti tamo vlada kaos. Simba odbije i tako se posvađa s Nalom. Ode na livadu gdje upozna Rafikija po prvi put. Rafiki mu kaže da poznaje njegovoga oca i odvede ga do jezera gdje Simba ugleda svoj odraz, a uz Rafikinu pomoć i očev. Simbi se tada na noćnom nebu ukaže otac govoreći da se mora vratiti kući i zauzeti svoje mjesto u krugu života. Simba se odluči vratiti i sutradan ujutro Nala, Pumbaa i Timon ga ne pronađu u prašumi. Rafiki im kaže da se kralj vratio i oni shvate da se otišao boriti protiv Scara. Sustignu ga i pridruže mu se.
Dok su Timon i Pumbaa odvratili hijene, Simba je došao do Scara koji je prkosio Sarabi, Simbinoj majci. Lavice (i sam Scar) su bili iznenađeni njegovom pojavom. Scar se zatim poigravao sa Simbom da prizna ubojstvo vlastita oca. Kako se nije mogao braniti zbog grižnje savjesti koju mu je Scar namjestio, ovaj ga je polako odvlačio prema rubu Ponosne stijene. Tamo je Simba skoro pao (pridržao se šapama za rub, a u podnožju je počela gorjeti vatra nakon gromnog udara) i Scar se počeo naslađivati sličnošću okolnosti između oca i sina. Zario je pandže u Simbine šape, baš kao i Mufasi i šapnuo mu da je on zapravo ubio Mufasu. Simba pobjesni i skoči na Scara natjeravši ga da prizna svoj zločin, što je Scar i učinio. Tada je izbio sukob između lavica i hijena. Za to vrijeme Simba je potrčao za Scarom u bijegu. Očajan, Scar je okrivio hijene (koje su ga čule u blizini), no ogorčeni Simba mu više ne vjeruje shvativši da je Scar manipulirao njegovim osjećajima prema ocu. Simba ga je poštedio i prognao ga, ali Scar ga napadne. Simba u jednom trenu baca Scara niz stijenu na kojoj su se sukobili, ali Scar preživi pad. Na dnu su ga dočekale hijene koje su ga odlučile dokrajčiti zbog toga što ih je izdao.
Ubrzo je pala kiša koja je ugasila vatru i Simba se uspeo na Ponosnu stijenu te zarikao zajedno s lavicama kao istinski, punopravni kralj. Zadnja scena u filmu predstavlja Simbino i Nalino mladunče (Kiaru) koje Rafiki pokaže životinjama baš kao što je učinio s novorođenim Simbom.

## Uloge
| Lik        | Originalni glas                                                   | Hrvatski glas                                                                  |
| ---------- | ----------------------------------------------------------------- | ------------------------------------------------------------------------------ |
| Simba      | Matthew Broderick (dijalog), Joseph Williams (pjeva)              | Rakan Rushaidat (dijalog i pjeva), Kristijan Beluhan (pjeva u "Hakuna Matata") |
| mali Simba | Jonathan Taylor Thomas (dijalog), Jason Weaver (pjeva)            | Ivan Šturlić                                                                   |
| Skar       | Jeremy Irons (dijalog i pjeva), Jim Cummings (pjeva u "Budi jak") | Siniša Popović                                                                 |
| Mufasa     | James Earl Jones                                                  | Zvonimir Zoričić                                                               |
| Nala       | Moira Kelly (dijalog), Sally Dworsky (pjeva)                      | Dijana Bolanča                                                                 |
| mala Nala  | Niketa Calame (dijalog), Laura Williams (pjeva)                   | Pia Humski (dijalog), Silvija Pleše (pjeva)                                    |
| Timon      | Nathan Lane                                                       | Dražen Bratulić                                                                |
| Pumbaa     | Ernie Sabella                                                     | Ljubo Zečević                                                                  |
| Rafiki     | Robert Guillaume                                                  | Pero Juričić                                                                   |
| Zazu       | Rowan Atkinson                                                    | Ranko Tihomirović                                                              |
| Sarabi     | Madge Sinclair                                                    | Senka Bulić                                                                    |
| Shenzi     | Whoopi Goldberg                                                   | Ana Begić                                                                      |
| Banzai     | Cheech Marin                                                      | Marko Torjanac                                                                 |
| Ed         | Jim Cummings                                                      | Mario Filio                                                                    |

## Nagrade
- Osvojena 3 Zlatna globusa (najbolji film-komedija ili mjuzikl, glazba, pjesma "Can You Feel the Love Tonight") i jedna nominacija (najbolja pjesma "The circle of life")
- Osvojena 2 Oscara (najbolja glazba, pjesma "Can You Feel the Love Tonight")
- 2 nominacije za BAFTA-u (najbolja glazba, zvuk)

## Pjesme
| Originalni naslov Circle of Life I Just Can't Wait to Be King Be Prepared Hakuna Matata The Lion Sleeps Tonight Can You Feel the Love Tonight? | Hrvatski naslov i izvođač Život teče u krug - Jadranka Krištof Jedva čekam da postanem kralj - Silvija Pleše, Ivan Šturlić, i Ranko Tihomirović Budi jak - Siniša Popović Hakuna Matata - Dražen Bratulić, Ljubo Zečević, Kristijan Beluhan, i Ivan Šturlić U džungli spava lav - Dražen Bratulić i Ljubo Zečević Noć je puna ljubavi - Dijana Bolanča, Dražen Bratulić, Ljubo Zečević, Mima Čulina, i Rakan Rushaidat |

## Vanjske poveznice
- Kralj lavova u internetskoj bazi filmova IMDb-a (engl.)
- Kralj lavova na Rotten Tomatoes (engl.)